# 克拉灵恩-克罗斯韦克

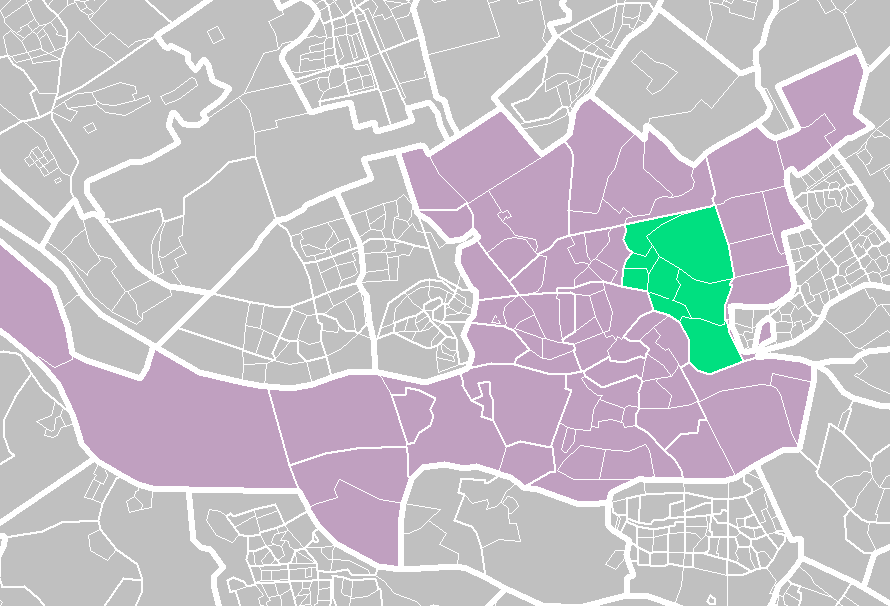
克拉灵恩-克罗斯韦克（绿色）在鹿特丹（紫色）的位置

克拉灵恩-克罗斯韦克（荷蘭語：Kralingen-Crooswijk，發音：[ˌkraːlɪŋə(ŋ) ˈkroːsʋɛik]）是荷兰南荷蘭省鹿特丹的分区，面积12.77平方千米，2023年人口55110。
克拉灵恩曾是一个独立的市镇。1895年，克拉灵恩并入鹿特丹。